# Wahlen zum Repräsentantenhaus der Vereinigten Staaten 2020
Am 3. November 2020 fanden die Wahlen zum Repräsentantenhaus der Vereinigten Staaten statt. Gewählt wurden an diesem Tag alle 435 Mitglieder des US-Repräsentantenhauses. Die Wahlen fielen mit den Wahlen zum US-Senat 2020 und der Präsidentschaftswahl 2020 zusammen, in der sich US-Präsident Donald Trump der Wiederwahl stellte. Dies waren die letzten regulären Wahlen, bei der Wahlkreise basierend auf dem Zensus von 2010 verwendet wurden.

## Wahlverfahren und Termin
Die Vereinigten Staaten sind in 435 Kongresswahlbezirke eingeteilt, die jeweils ungefähr gleich viele Bewohner (im Schnitt 710.767 nach dem Zensus 2010) haben sollen. Im Unterschied zur anderen Kongresskammer, dem Senat der Vereinigten Staaten, ist die Anzahl der Sitze je Bundesstaat unterschiedlich und reicht von einem (in 7 Bundesstaaten) bis zu 53 in Kalifornien. Die Größe der Wahlbezirke reicht von 27 km² (ein Teil New York Citys) bis zu 1.481.354 km² (Alaska at-large). In 47 Staaten werden die Mandate je Kongresswahlbezirk nach relativer Mehrheitswahl vergeben. In zwei Staaten (Louisiana und Georgia) ist eine absolute Mehrheit erforderlich, so dass es gegebenenfalls eine Stichwahl gibt. In Maine wird seit einem Volksentscheid 2018 mit Instant-Runoff-Voting gewählt.
Es stehen jeweils Einzelbewerber, keine Parteilisten, zur Wahl, meist als aussichtsreichste die Kandidaten der beiden großen Parteien, der Republikaner und Demokraten, aber auch Unabhängige und Bewerber kleinerer Parteien (wie der Libertarian, der Green Party und der Constitution Party), die meist als chancenlos gelten. Die innerparteiliche Bewerberauswahl findet jeweils durch Vorwahlen statt, bei denen entweder nur für die Partei registrierte (geschlossene Vorwahl) oder alle Wahlberechtigte des Kongresswahlbezirks (offene Vorwahl) wählen dürfen. In Washington und Kalifornien finden überparteiliche Vorwahlen statt, bei denen sich unabhängig von einer absoluten Mehrheit die beiden Erstplatzierten für die Hauptwahl qualifizieren.
Die Wahlen für sämtliche Mandate finden alle zwei Jahre am allgemeinen Wahltag der Vereinigten Staaten statt, dem Dienstag nach dem ersten Montag des Monats November, 2020 also am 3. November.

## Ausgangslage

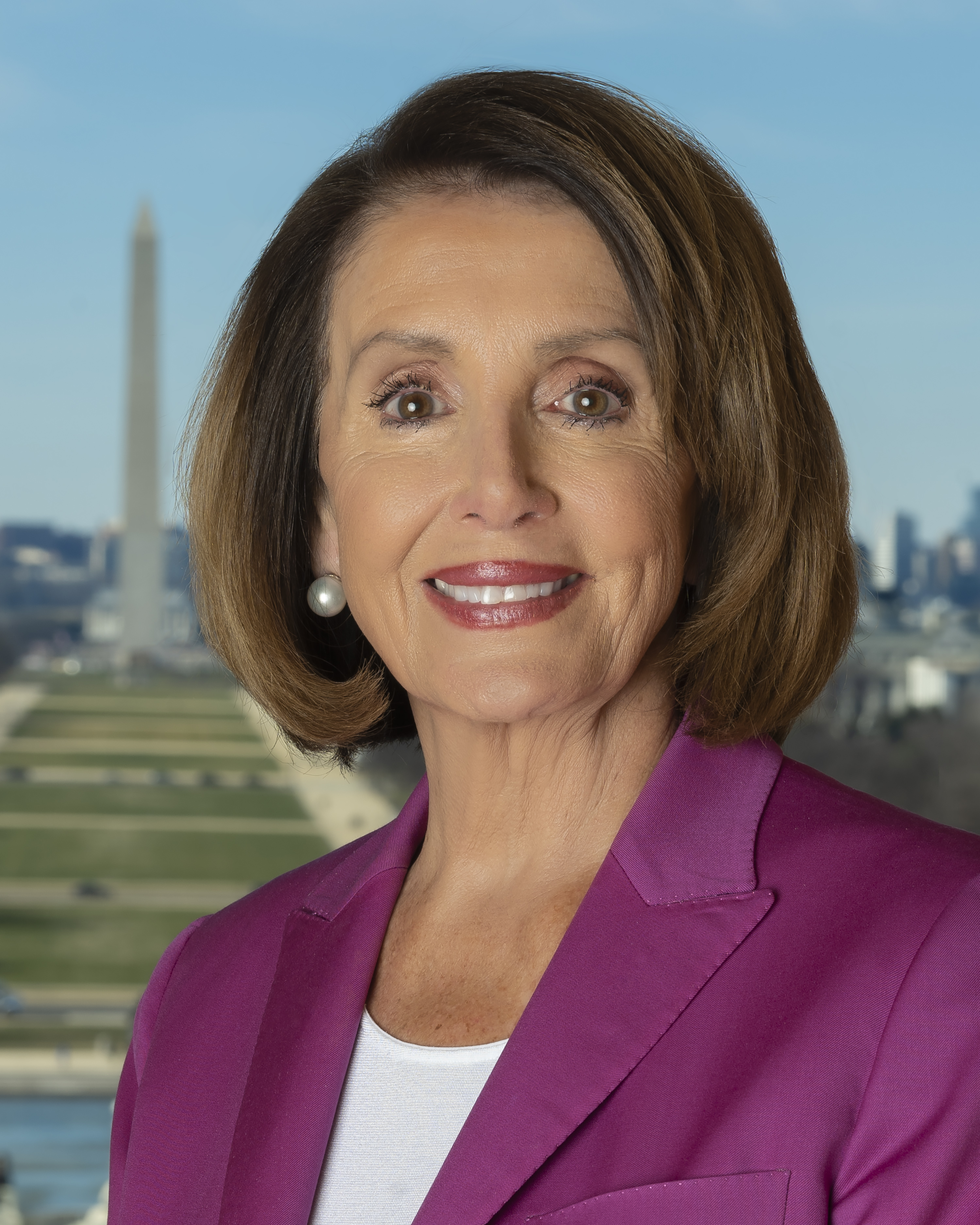
Sprecherin des Repräsentantenhauses Nancy Pelosi

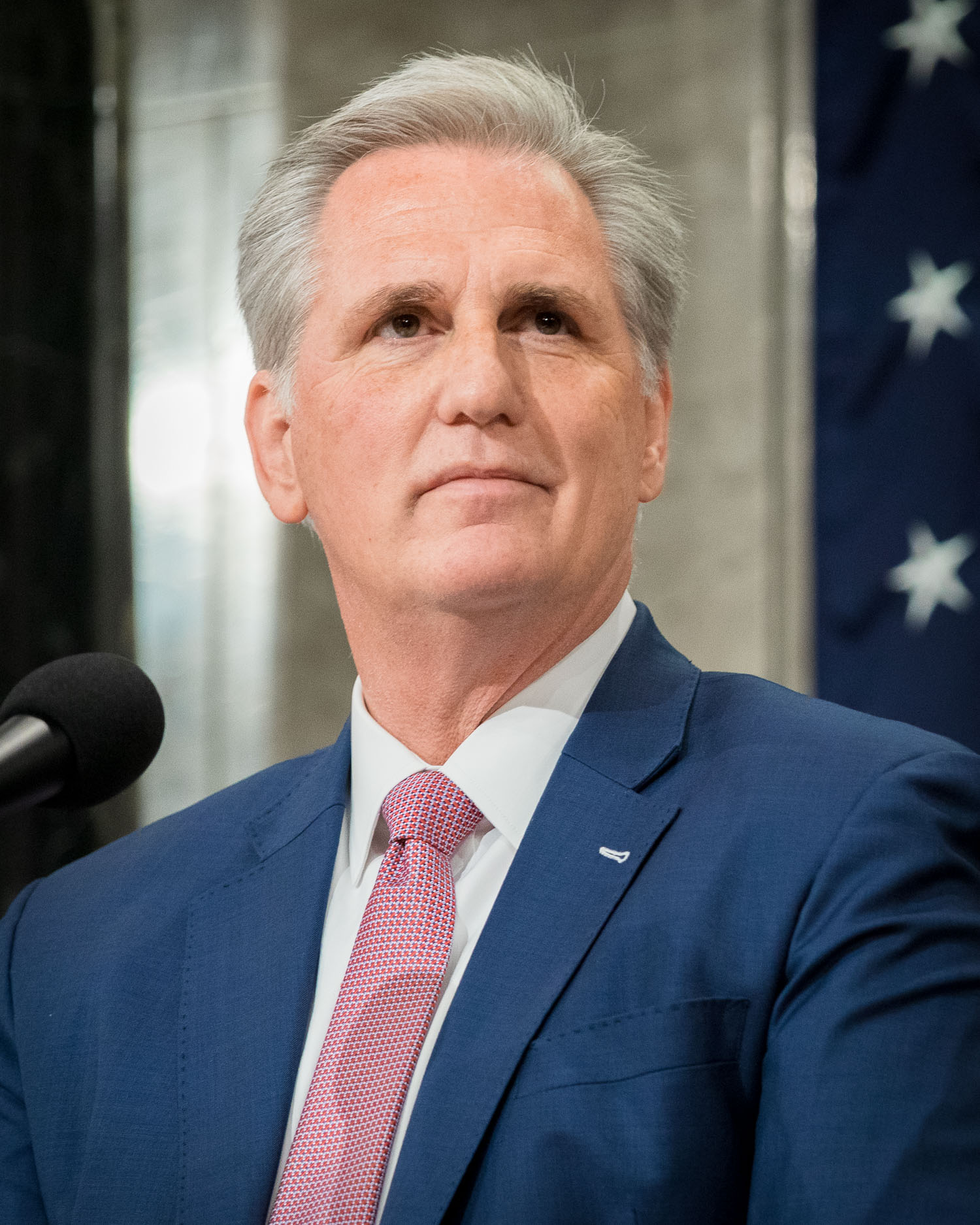
Minderheitsführer der Republikaner Kevin McCarthy

Die Republikaner stellten seit den Wahlen 2010 die Mehrheit im Repräsentantenhaus und konnten diese zuletzt 2016 verteidigen, als sie Stimmenanteile von 49,1 Prozent zu 48 Prozent für die Demokraten erhielten, und damit zwar sechs Sitze an diese verloren, aber mit 241 Sitzen eine Mehrheit von 23 Mandaten über der absoluten Mehrheit (218 von 435 Gesamtsitzen) behielten. 2018 ging diese Mehrheit an die Demokraten verloren, als diese 235 Sitze gewannen, während die Republikanische Partei nur auf 199 Abgeordnete kam. Dadurch wird seither auch der Sprecher des Repräsentantenhauses von den Demokraten gestellt. Seit 3. Januar 2019 amtiert Nancy Pelosi (Kalifornien-8) als Sprecherin des Repräsentantenhauses. Der Fraktionsvorsitzende (englisch „Minority Leader“) der Republikaner ist Kevin McCarthy (Kalifornien-23).
Insgesamt traten 36 Abgeordnete nicht mehr zu einer Wiederwahl an, neun Demokraten, 26 Republikaner und ein ursprünglich als Republikaner gewählter Libertarian.
Folgende neun Angehörige der Demokratischen Partei bewarben sich nicht mehr für die Wiederwahl.
- Tulsi Gabbard – Hawaii-2 (bewarb sich erfolglos für die demokratische Präsidentschaftskandidatur)
- Pete Visclosky – Indiana-1
- David Loebsack – Iowa-2
- Susan Davis – Kalifornien-53
- Joseph Patrick Kennedy III – Massachusetts-4 (bewarb sich erfolglos in der Vorwahl der Senatswahl in Massachusetts gegen den demokratischen Amtsinhaber Ed Markey)
- Ben R. Luján – New Mexico-3 (bewarb sich erfolgreich um den Klasse-II-Senatssitz von New Mexico)
- José Serrano – New York-15
- Nita Lowey – New York-17
- Dennis Heck – Washington-10 (bewarb sich erfolgreich als Vizegouverneur von Washington)

In den Reihen der Republikaner verkündeten 26 Mandatsträger, auf eine Kandidatur zur Wiederwahl zu verzichten.
- Bradley Byrne – Alabama-1 (bewarb sich erfolglos um die republikanische Kandidatur für den Senat)
- Martha Roby – Alabama-2
- Ted Yoho – Florida-3
- Francis Rooney – Florida-19
- Rob Woodall – Georgia-7
- Doug Collins – Georgia-9 (bewarb sich erfolglos um den Klasse-III-Senatssitz von Georgia)
- John Shimkus – Illinois-15
- Susan Brooks – Indiana-5
- Paul Cook – Kalifornien-8 (bewarb sich erfolgreich für einen Platz im San Bernardino County Board of Supervisors)
- Roger Marshall – Kansas-1 (bewarb sich erfolgreich um den Klasse-II-Senatssitz von Kansas)
- Ralph Abraham – Louisiana-5
- Paul Mitchell – Michigan-10
- Greg Gianforte – Montana at-large (bewarb sich erfolgreich als Gouverneur von Montana)
- Peter T. King – New York-2
- George Holding – North Carolina-2
- Mark Walker – North Carolina-6
- Greg Walden – Oregon-2[2]
- Phil Roe – Tennessee-1
- Mike Conaway – Texas-11
- Mac Thornberry – Texas-13
- Bill Flores – Texas-17
- Pete Olson – Texas-22
- Will Hurd – Texas-23
- Kenny Marchant – Texas-24
- Rob Bishop – Utah-1
- Jim Sensenbrenner – Wisconsin-5

Justin Amash, ursprünglich als Republikaner für den 3. Bezirk von Michigan gewählt, seit 2020 der einzige Kongressabgeordnete der Libertarian Party, trat ebenfalls nicht mehr an.

## Amtsinhaber besiegt

### In Vorwahlen
Acht Amtsinhaber haben die Wiederwahl für ihre Kandidatur in ihrem Sitz verloren.

#### Demokraten
Drei Demokraten haben die Wiederwahl verloren.
1. Illinois 3: Dan Lipinski verloren gegen Marie Newman, welche die Wahl gewonnen hat.[4]
2. Missouri 1: Lacy Clay verloren gegen Cori Bush, welche die Wahl gewonnen hat.[5]
3. New York 16: Eliot Engel verloren gegen Jamaal Bowman, welcher die Wahl gewonnen hat.[6]

#### Republikaner
Fünf Republikaner haben die Wiederwahl verloren.
1. Colorado 3: Scott Tipton verloren gegen Lauren Boebert, welche die Wahl gewonnen hat.[7]
2. Florida 15: Ross Spano verloren gegen Scott Franklin, welcher die Wahl gewonnen hat.[8]
3. Iowa 4: Steve King verloren gegen Randy Feenstra, welcher die Wahl gewonnen hat.[9]
4. Kansas 2: Steve Watkins verloren gegen Jake LaTurner, welcher die Wahl gewonnen hat.[10]
5. Virginia 5: Denver Riggleman verloren gegen Bob Good, welcher die Wahl gewonnen hat.[11]

### In Hauswahlen

#### Demokraten
Zwöf Demokraten haben die Wiederwahl an Republikaner verloren.
1. Kalifornien 21: TJ Cox (erstmals 2018 gewählt) verloren gegen David Valadao.
2. Kalifornien 39: Gil Cisneros (erstmals 2018 gewählt) verloren gegen Young Kim.
3. Kalifornien 48: Harley Rouda (erstmals 2018 gewählt) verloren gegen Michelle Steel.
4. Florida 26: Debbie Mucarsel-Powell (erstmals 2018 gewählt) verloren gegen Carlos Giménez.
5. Florida 27: Donna Shalala (erstmals 2018 gewählt) verloren gegen María Elvira Salazar.
6. Iowa 1: Abby Finkenauer (erstmals 2018 gewählt) verloren gegen Ashley Hinson.
7. Minnesota 7: Collin Peterson (erstmals 1990 gewählt) verloren gegen Michelle Fischbach.
8. New Mexico 2: Xochitl Torres Small (erstmals 2018 gewählt) verloren gegen Yvette Herrell.
9. New York 11: Max Rose (erstmals 2018 gewählt) verloren gegen Nicole Malliotakis.
10. Oklahoma 5: Kendra Horn (erstmals 2018 gewählt) verloren gegen Stephanie Bice.
11. South Carolina 1: Joe Cunningham (erstmals 2018 gewählt) verloren gegen Nancy Mace.
12. Utah 4: Ben McAdams (erstmals 2018 gewählt) verloren gegen Burgess Owens.

#### Republikaner
Keine Republikaner haben eine Wahl verloren.

## Offene Sitze, wo sich die Partei des Amtsinhabers geändert hat

### Demokratische Sitze gewonnen von Republikanern
Ein demokratischer Sitz wurde von den Republikanern gewonnen.
1. Iowa 2: Gewonnen von Mariannette Miller-Meeks. (Wahl angefochten)[12]

### Libertäre Sitze gewonnen von Republikanern
Ein libertärer Sitz wurde von den Republikanern gewonnen.
1. Michigan 3: Gewonnen von Peter Meijer.

### Republikanische Sitze gewonnen von Demokraten
Drei republikanische Sitze wurden von den Demokraten gewonnen.
1. Georgia 7: Gewonnen von Carolyn Bourdeaux.
2. North Carolina 2: Gewonnen von Deborah K. Ross. (Gerichtlich neu zugeschnittener Wahlkreis)
3. North Carolina 6: Gewonnen von Kathy Manning. (Gerichtlich neu zugeschnittener Wahlkreis)

## Ergebnis
| Parteien | Parteien     | Sitze | Sitze | Sitze | Sitze   | Stimmen    | Stimmen | Stimmen |
| -------- | ------------ | ----- | ----- | ----- | ------- | ---------- | ------- | ------- |
| Parteien | Parteien     | 2018  | 2020  | +/−   | Stärke  | Stimmen    | %       |         |
|          | Demokraten   | 235   | 222   | -13   | 51,0 %  | 77.122.690 | 50,3 %  |         |
|          | Republikaner | 200   | 213   | +13   | 49,0 %  | 72.466.576 | 47,2 %  |         |
| Gesamt   | Gesamt       | 435   | 435   | 0     | 100,0 % |            |         |         |

### Knappste Rennen
Die Wahlen in 77 Wahlkreisen wurden mit einem Abstand von weniger als 10 % der Stimmen entschieden. Mit flip gekennzeichnete Wahlkreise wechselten von den Demokraten zu den Republikanern oder umgekehrt. AL steht für den at-large-Wahlkreis in den Staaten bzw. Außengebieten, die nur einen Abgeordneten in den Kongress wählen.
| Wahlkreis        | Gewinner            | Gewinnspanne |
| ---------------- | ------------------- | ------------ |
| Iowa 2           | Republikaner (flip) | 0,002 %      |
| New York 22      | Republikaner (flip) | 0,03 %       |
| Kalifornien 25   | Republikaner        | 0,10 %       |
| Kalifornien 21   | Republikaner (flip) | 0,80 %       |
| Utah 4           | Republikaner (flip) | 1,00 %       |
| Kalifornien 39   | Republikaner (flip) | 1,20 %       |
| New Jersey 7     | Demokraten          | 1,22 %       |
| Iowa 3           | Demokraten          | 1,39 %       |
| South Carolina 1 | Republikaner (flip) | 1,27 %       |
| Texas 24         | Republikaner        | 1,33 %       |
| Illinois 14      | Demokraten          | 1,34 %       |
| Virginia 7       | Demokraten          | 1,82 %       |
| Kalifornien 48   | Republikaner (flip) | 2,12 %       |
| Pennsylvania 17  | Demokraten          | 2,30 %       |
| Minnesota 2      | Demokraten          | 2,26 %       |
| Michigan 11      | Demokraten          | 2,38 %       |
| Iowa 1           | Republikaner (flip) | 2,60 %       |
| Wisconsin 3      | Demokraten          | 2,66 %       |
| Florida 27       | Republikaner (flip) | 2,74 %       |
| Georgia 7        | Demokraten (flip)   | 2,78 %       |
| Texas 15         | Demokraten          | 2,88 %       |
| Nevada 3         | Demokraten          | 2,98 %       |
| Minnesota 1      | Republikaner        | 3,07 %       |
| Arizona 1        | Demokraten          | 3,22 %       |
| Texas 7          | Demokraten          | 3,34 %       |
| Florida 26       | Republikaner (flip) | 3,45 %       |
| Washington 8     | Demokraten          | 3,57 %       |
| Michigan 8       | Demokraten          | 3,60 %       |
| Pennsylvania 8   | Demokraten          | 3,55 %       |
| Pennsylvania 7   | Demokraten          | 3,73 %       |
| Indiana 5        | Republikaner        | 4,08 %       |
| Texas 23         | Republikaner        | 3,96 %       |
| Illinois 17      | Demokraten          | 4,05 %       |
| Oklahoma 5       | Republikaner (flip) | 4,12 %       |
| Arizona 6        | Republikaner        | 4,35 %       |
| Nebraska 2       | Republikaner        | 4,56 %       |
| Nevada 4         | Demokraten          | 4,87 %       |
| New Hampshire 1  | Demokraten          | 5,11 %       |
| Virginia 5       | Republikaner        | 5,13 %       |
| Oregon 4         | Demokraten          | 5,32 %       |
| New Jersey 2     | Republikaner        | 5,76 %       |
| Virginia 2       | Demokraten          | 5,74 %       |
| Kalifornien 34   | Demokraten          | 5,96 %       |
| Maine 2          | Demokraten          | 6,09 %       |
| Michigan 3       | Republikaner (flip) | 5,92 %       |
| Florida 13       | Demokraten          | 6,08 %       |
| Texas 32         | Demokraten          | 6,02 %       |
| Colorado 3       | Republikaner        | 6,17 %       |
| Kalifornien 49   | Demokraten          | 6,26 %       |
| Missouri 2       | Republikaner        | 6,37 %       |
| New York 11      | Republikaner (flip) | 6,28 %       |
| New Jersey 11    | Demokraten          | 6,61 %       |
| North Carolina 8 | Republikaner        | 6,56 %       |
| Pennsylvania 10  | Republikaner        | 6,62 %       |
| Texas 21         | Republikaner        | 6,60 %       |
| Oregon 5         | Demokraten          | 6,74 %       |
| Texas 22         | Republikaner        | 6,93 %       |
| New York 2       | Republikaner        | 6,91 %       |
| Kalifornien 45   | Demokraten          | 6,92 %       |
| Ohio 1           | Republikaner        | 7,15 %       |
| Texas 10         | Republikaner        | 7,13 %       |
| New Mexico 2     | Republikaner (flip) | 7,31 %       |
| Illinois 6       | Demokraten          | 7,39 %       |
| New Jersey 5     | Demokraten          | 7,51 %       |
| Ohio 13          | Demokraten          | 7,54 %       |
| New Jersey 3     | Demokraten          | 7,76 %       |
| Kalifornien 50   | Republikaner        | 7,90 %       |
| North Carolina 1 | Demokraten          | 8,36 %       |
| Kalifornien 22   | Republikaner        | 8,46 %       |
| Puerto Rico AL   | Republikaner        | 9,01 %       |
| Texas 6          | Republikaner        | 8,82 %       |
| Illinois 13      | Republikaner        | 8,92 %       |
| Texas 31         | Republikaner        | 9,14 %       |
| Alaska AL        | Republikaner        | 9,14 %       |
| Georgia 6        | Demokraten          | 9,18 %       |
| Kalifornien 3    | Demokraten          | 9,34 %       |
| New York 1       | Republikaner        | 9,72 %       |

## Strukturelle Bedingungen
Die Republikaner befinden sich strukturell durch Gerrymandering und durch die ungleiche Verteilung der Wählerschaft (überproportional stark in ländlichen Bezirken der „rot“ gewordenen Staaten) im Vorteil; so gewannen sie die Repräsentantenhauswahl 2016 mit 3,4 Prozent Vorsprung, während sie das Popular Vote zeitgleich mit 2,1 Prozent Rückstand verloren. Bei den letzten Wahlen 2018 gewannen die Demokraten den Medianbezirk bei der Repräsentantenhauswahl mit 4,49 Prozent Vorsprung.

## Umfragen und Prognosen
Das Center for Politics und der Cook Political Report (siehe Cook Partisan Voting Index) bieten regelmäßig aktualisierte Prognosen für umkämpfte Kongresswahlbezirke.